# Адири
Адири (араб. ادري‎) — столица муниципалитета Вади-эш-Шати, Ливия. Население — 4611 чел. (на 2010 год).

## География
Город расположен на автодороге, связывающей города Брак и Бир-Алладж.

## Транспорт
Ближайший аэропорт находится в городе Брак.